# Grete Hinterhofer
Grete Hinterhofer   (Wels, 18 de juliol de 1899 - Viena, 27 de juny de 1985) va ser una pianista, professora de música i compositora austríaca.
Hinterhofer va néixer a Wels. El seu pare era professor, la seva mare, professora de piano i compositora. Als nou anys, Hinterhofer va rebre les seves primeres classes particulars de piano de la mà de Cäcilie (von) Frank (1851-1936?), Que dirigia un il·lustre saló musical al 1r districte de Viena i era acompanyant de piano del Hellmesberger Quartet i Arnold Rosé. Va rebre una àmplia formació artística d'ella i va fer diverses aparicions públiques que es van revisar als diaris locals. L'apartament de Cäcilie (von) Frank també va ser un lloc de trobada important per al món musical vienès. Un dels companys de l'escola d'Hinterhofer era l'alumna d'Arnold Schönberg, Vilma von Webenau.
També va prendre classes de piano ben aviat com 1909/10 a la "Universität für Musik und darstellende Kunst Wien" amb Hugo Reinhold i el 1914 amb Emil von Sauer. El 1917 va passar l'examen estatal de piano i després va treballar com a pianista de concert. Més tard, va estudiar orgue a l'Acadèmia de Música de Viena del 1924 al 1927 amb Franz Schütz i teoria musical amb Franz Schmidt.Des del 1927 hi va ensenyar ella mateixa, des del 1932 com a professora - fins a la seva jubilació el 1969. Entre els seus estudiants hi havia els compositors Andre Asriel, Erich Urbanner, Rolf Alexander Wilhelm i Wolfgang Gabriel, l'organista Bernhard Billeter i el pianista Harald Ossberger.
Hinterhofer va actuar com a pianista de concert sota la direcció de Richard Strauss i altres. Es va dedicar a la interpretació d'obres de compositors contemporanis com Karl Schiske, la Rhapsody per a piano que va tocar el 1950 a la sala Brahms de "l'Österreichische Gesellschaft für zeitgenössische Musik".
Hinterhofer va morir a Viena als 85 anys.